# Baetis bundyae
Baetis bundyae is een haft uit de familie Baetidae. De wetenschappelijke naam van de soort is voor het eerst geldig gepubliceerd in 1973 door Lehmkuhl.
De soort komt voor in het Nearctisch gebied.